# 페르시아 왕도
페르시아 왕도, 로얄로드는 고대의 고속도로로 기원전 5세기경에 아케메네스 제국의 페르시아 왕 다리우스 1세에 의해 건설되었다. 다리우스 대왕은 도로를 건설하여 수사에서 사르디스까지 그의 매우 큰 제국의 빠른 통신을 제공하였다. 이들 전령은 7일간 2700km를 여행할 수 있었다.

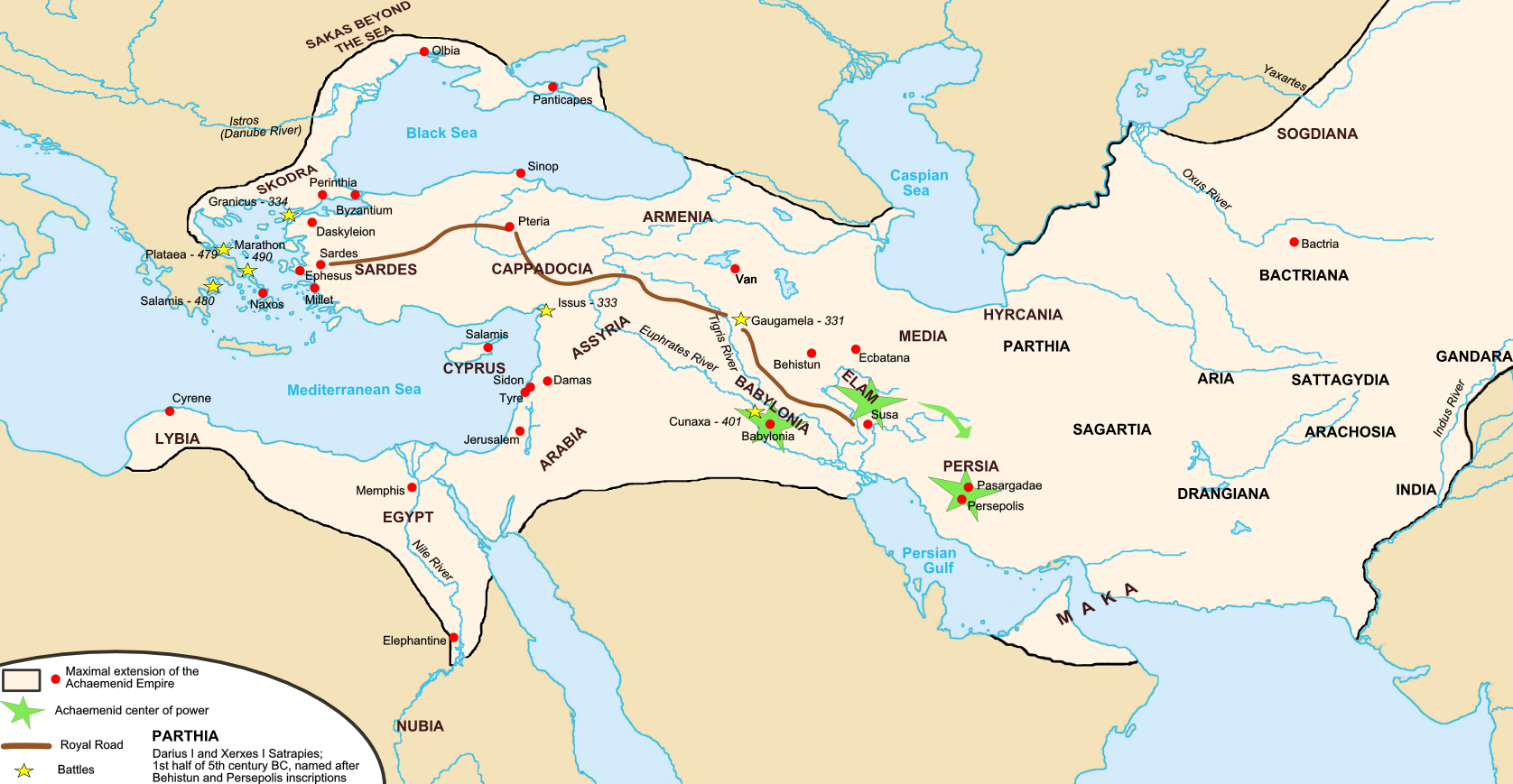
헤로도토스가 기록한 아케메네스 제국과 페르시아 왕도 부분

그리스 역사가 헤로도토스는 세상에서 페르시아의 전령들보다 빠르게 여행하는 것은 없다 고 기록하였다 이들 전령들에 대한 헤로도토스의 칭찬인 눈이오나, 비가 오나, 더위도 밤의 어둠도 그들이 최고의 속력으로 그들에게 주어진 임무를 완수하는 것을 제지 할 수 없다고 하는 것이 우편 운반자의 비공식적인 좌우명에 관한 영감이다.

## 로얄 로드
도로의 경로는 헤로도토스의 기록과 고고학적인 연구 그리고 다른 역사 기록에서 재구성되었다. 그것은 사르디스(=사데, 현재 터키의 이즈미르(=서머나)에서 동쪽으로 96km)에서 시작하여 현재의 터키의 중북부를 지나 다소로 이어지는 길리기아 관문을 지나 동쪽으로 구 앗시리아 수도 니네베(=니느웨, 현재의 이라크 모술) 다음은 남쪽으로 바빌론(=바벨론, 현재의 바그다드)으로 이어졌다. 바빌론 근처에서 두 길로 갈라진다고 믿어진다. 하나는 북서로 진행한 다음 서쪽으로 엑바타나(=악메다)를 통해 실크로드로 이어진다. 다른 하나는 미래 페르시아(=바사) 수도 수사(=수산, 현재에는 이란에 있다.)를 통해 남동쪽의 페르세폴리스로 이어진다. 그리고 자그로스 산맥에 있는 페르세폴리스까지 이어진다. 물로 이 도로는 여행객과 무역상이 몇달에 걸친 끝에 완주할 수 있었고, 다리우스 대왕 통치하에서는 수많은 공공 역무소(Caravanserai)가 있었다.

## 로얄 로드의 역사
도로가 최단 경로 또는 페르시아 제국의 중요 도시간의 가장 쉬운 경로를 따르지 않으므로 고고학자들은 도로의 서쪽부분은 원래 앗시리아(=앗수르) 왕에 의해 건설되었다고 믿는다. 왜냐하면 도로가 고대제국의 중심 도시를 통과하지 않기 때문이다. 도로의 약간 동쪽 부분은(현재 이란 북부) 실크로드로 알려진 주요 교역 경로와 일치한다.
그러나 다리우스 1세(=바사의 다리오)는 도로 토대를 개선하고 통합된 전체의 도로에 부분들을 연결하여 오늘날에 인지되는 주로 왕국의 교역 또는 전령을 사용하는 통신의 빠른 모드로서 왕도를 건설하였다.
다리우스에 의해 개선된 도로 건설은 고대 로마에 계속 사용될 정도의 품질을 지녔다. 고르디움에서 발견된 도로를 보면 로마인은 도로를 6.25m폭의 자갈로 포장해 2,700km에 달하는 거리를 연결했다. 디야바키르에 있는 다리는 아직도 터키에 남아있다.
아 도로는 페르시아가 장거리 교역을 증가시키도록 도왔다. 그것은 마케도니아 왕국 알렉산드로스 대왕(=알렉산더)의 시기에 최고조에 도달했다. 페르시아의 키루스 2세(=고레스)가 리디아 왕국의 수도였던 사르디스를 점령할 때 이 도로 일부를 사용했다. 길리기아 관문은 사도 바울의 전도여행 때 사용했던 길이며, 3차 전도여행에는 사데에 이르러 아시아로 들어가는 길로 이 도로를 사용했다. 요한계시록에는 로얄로드 종점인 사르디스(사데)에 대한 기록이 있다(계 3:1-6).

## 일화
수학자 유클리드는 프톨레마이오스 왕조의 창시자 프톨레마이오스 1세가 기하학을 더 쉽게 배우는 방법에 대한 물음에 "파라오이시여, 기하학으로의 왕도는 없사옵니다." 라고 대답하였다고 한다.

## 같이 보기
- 이란의 역사
- 잉카 도로 체계